# Enzo Luna
Enzo Nahuel Luna (Avellaneda, 10 giugno 2002) è un calciatore argentino, centrocampista del Los Andes in prestito dall'Huracán.

## Caratteristiche tecniche
È un centravanti.

## Carriera
Luna è cresciuto nel settore giovanile dell'Huracán, con cui ha firmato il primo contratto professionistico il 22 giugno 2022. Ha esordito in prima squadra il 4 luglio 2022 nell'incontro di Primera División vinto 3-2 contro il River Plate.
Il 25 gennaio 2024 è stato ceduto in prestito all'Estudiantes (BA), club della seconda divisione argentina.

## Statistiche

### Presenze e reti nei club
Statistiche aggiornate al 4 aprile 2024.
| Stagione        | Squadra          | Campionato      | Campionato | Campionato | Coppe nazionali | Coppe nazionali | Coppe nazionali | Coppe continentali | Coppe continentali | Coppe continentali | Altre coppe | Altre coppe | Altre coppe | Totale | Totale | Totale |
| Stagione        | Squadra          | Comp            | Pres       | Reti       | Comp            | Pres            | Reti            | Comp               | Pres               | Reti               | Comp        | Pres        | Reti        | Pres   | Reti   |        |
| --------------- | ---------------- | --------------- | ---------- | ---------- | --------------- | --------------- | --------------- | ------------------ | ------------------ | ------------------ | ----------- | ----------- | ----------- | ------ | ------ | ------ |
| 2022            | Huracan          | PD              | 12         | 0          | CA+CdL          | 0               | 0               |                    | -                  | -                  |             | -           | -           | 13     | 0      |        |
| 2023            | Huracan          | PD              | 5          | 0          | CA+CdL          | 0               | 0               | CL+CS              | 0+1                | 0                  |             | -           | -           | 5      | 0      |        |
| 2024            | Estudiantes (BA) | PBN             | 9          | 0          | CA              | 0               | 0               |                    | -                  | -                  |             | -           | -           | 9      | 0      |        |
| Totale carriera | Totale carriera  | Totale carriera | 26         | 0          |                 | 0               | 0               |                    | 1                  | 0                  |             | -           | -           | 27     | 0      |        |